# Petras Nevulis
Petras Nevulis (* 1965 in der Rajongemeinde Panevėžys) ist ein litauischer Politiker. Er wurde 2016 als Abgeordneter der Partei Lietuvos valstiečių ir žaliųjų sąjunga in den Seimas gewählt.

## Leben
1983 absolvierte Petras Nevulis die 5. berufstechnische Schule Panevėžys als Elektromonteur und 2008 das Studium der Agronomie an der Lietuvos žemės ūkio universitetas bei Kaunas.
Er leitete die Agrarkooperative „Šilauogė“ und war Landbauer. Von 2003 bis 2015 war Petras Nevulis Mitglied im Rat der Rajongemeinde Panevėžys und von November 2016 bis 2020 Mitglied im 12. Seimas.
Petras Nevulis war Mitglied der Parteien Lietuvos valstiečių partija, Valstiečių ir Naujosios demokratijos partijų sąjunga und Lietuvos valstiečių liaudininkų sąjunga.